# Нюя
Ню́я (якут. Ньүүйэ) — река в Якутии (Россия), левый, 6-й по длине и площади бассейна приток Лены.

## Гидрография
Длина — 798 км, площадь бассейна — 38,1 тыс. км². Берёт начало и протекает в пределах Приленского плато. Нюя берёт начало на высоте около 450 м над уровнем моря на западе Приленского плато на востоке Среднесибирского плоскогорья. Исток находится на крайнем западе Якутии, река протекает недалеко от границы с Иркутской областью. В верховьях протекает среди невысоких увалов, часто выходя в открытые (шириной до 1,5 км) заболоченные понижения. Нюя течёт в основном на восток, от среднего течения параллельно Лене.
Пойма реки заболочена, имеется много термокарстовых озёр. В среднем и нижнем течении Нюя сильно извилиста. Ширина русла около устья достигает 420 м, а глубина — 3 м.

## Гидрология
Питание главным образом снеговое. Средний расход в 132 км от устья составляет 113,6 м³/с, минимальный 7,4 м³/с в марте и максимальный 760,3 м³/с в мае. Замерзает в октябре. Минимум годового стока происходит в зимнюю межень — до 7,4 м³/с. В верховьях река иногда перемерзает. Вскрывается в мае. Половодье достигается в мае-июне (75 % стока).
Мутность воды в пределах 10-25 г/м³. Минерализация в многоводный период менее 50 мг/л. По химическому составу вода относится к гидрокарбонатному классу и кальциевой группе.

## Хозяйственное значение
Река судоходна на нижних 146 км от устья. Сплавная, I категории сложности.
Рядом с устьем, близ Лены, расположено село Нюя Также на реке находятся сёла Беченча и Орто-Нахара.
В бассейне Нюи разрабатываются месторождения известняка.
| Средний расход воды (м³/с) реки Нюи по месяцам с 1969 по 1994 гг. (замеры производились на гидрологическом посту в 132 км от устья) |

## Притоки
Все крупные и средние по размеру притоки впадают в Нюю с левого берега.
Объекты перечислены по порядку от устья к истоку:
- 38 км: Таас-Хайа-Юрэгэ
- 44 км: Кураанах-Юрэх
- 65 км: Утакаан
- 76 км: река без названия
- 79 км: Огуруоттаах
- 90 км: Игэнэ-Юрэх
- 94 км: Яшина
- 98 км: Таас-Юрях
- 123 км: Бэрэлээх
- 129 км: Бетинче
- 161 км: Оччугуй-Мурбайы
- 184 км: Жданнак
- 192 км: Улахан-Харыйа-Юрэх
- 201 км: Улахан-Мурбайы
- 218 км: Тарынг-Юрэх
- 232 км: Киэнг-Юрэх
- 243 км: Улахан-Нырыылаах
- 261 км: Бычынга
- 274 км: Сохсолох
- 274 км: Таас-Юрях
- 296 км: Хотохо
- 310 км: Сылгыы-Юрэх
- 317 км: Хатыллагас
- 361 км: Курунг-Юрях
- 377 км: Олдон
- 404 км: Хомугу-Туруктаах
- 406 км: Юктэкээн
- 409 км: Киэнг-Кюёллээх
- 419 км: Таас-Юрях
- 420 км: Чаянда
- 430 км: Кэрэмниккэ
- 436 км: Балаганнаах
- 439 км: Кубалаах
- 449 км: Верша
- 472 км: Бору
- 509 км: Сюльдюкяр
- 519 км: Иллээгин
- 526 км: Улахан-Саманчакыт
- 541 км: Сандангныыр
- 545 км: Бююрюлюн
- 549 км: Талалакаан
- 550 км: Эйибдьяк
- 554 км: Хамакы
- 596 км: Боруок
- 609 км: Алды-Бучак
- 612 км: Арчаа-Алды
- 612 км: Илин-Алды
- 628 км: Сулакы
- 638 км: река без названия
- 645 км: Тыымпычаан
- 648 км: Кусаган-Оломнох
- 660 км: Тыпучикан
- 666 км: Багарахтах
- 670 км: Дьясыктах
- 679 км: Бирюлях
- 684 км: Верша-Санга-Юрях
- 690 км: Пактырачо
- 693 км: Камдакит
- 703 км: Балаковна
- 712 км: Чапо
- 713 км: Сев. Пурисово
- 732 км: река без названия
- 737 км: Переходский
- 738 км: Було